# Трапезиты (менялы)
Трапези́ты (др.-греч. τραπεζῖται от τράπεζα — стол) — в Древней Греции первоначально менялы, функции которых к концу V — IV векам до н. э. значительно расширились и стали напоминать роль современных финансово-кредитных организаций.

## Обмен валюты
Каждый древнегреческий полис имел свою монетную систему, так как право чеканить монету было признаком суверенитета. По закону монеты любого из городов не имели никакой ценности в соседнем государстве; поэтому при отправлении за границу нужно было обменивать свои монеты на деньги той страны, куда отправлялись. Учитывая сильную раздробленность Греции, понятны затруднения, с которыми сталкивались путешественники и торговцы.
Предпринимались определённые меры, чтобы свести эти неудобства к минимуму. Иногда для трансграничной торговли выбирали одну монету, которая получала преимущество в качестве единицы обмена (афинская тетрадрахма и кизикский статер в V—IV веках до н. э., позднее — монеты македонской чеканки). Позже пришли к мысли о валютном союзе, когда два полиса договаривались об унификации денежной системы, поочерёдно чеканили монеты и распределяли между собой доходы от эмиссии.
Однако роль менял, очевидно, оставалась по-прежнему важной. Их столы (трапезы), как правило, располагались на торговой площади (агоре). Они занимались обменом монет различных греческих полисов и «варварских» государств, разменом крупных номиналов на более мелкие, оценкой подлинности.

## Другие функции
1. Трапезиты оказывали своим клиентам помощь в составлении договоров и принимали эти акты на хранение.
2. Они брали на себя различные денежные выплаты то из денег, переданных им должником, то из своих собственных средств, которые они выдавали в виде аванса. Примеры таких операций содержатся в речах Демосфена: «Ликон из Гераклеи, уезжая в Африку, привёл в порядок свои дела через своего банкира и дал ему распоряжение уплатить оставленные у него 16 мин и 40 драхм Кефисиаду»[3]. Тимофей собирается покинуть Афины; но, ожидая прибытия леса из Македонии, он условился со своим банкиром, чтобы тот, когда прибудет этот груз, уплатил расходы по перевозке (1750 драхм); банкир уплатил и «записал Тимофея в число своих должников»[4].
3. Трапезиты открывали своим клиентам текущий счёт. Например: один молодой иностранец приехал в Афины; он вверяет банкиру Пасиону привезённые им с собой деньги и берёт из этого капитала по мере надобности[5].
4. Трапезиты устраивали денежные переводы. Один афинянин поехал в Милет и, не желая брать с собой капиталов из страха потерять их, внёс известную сумму банкиру, а тот написал в Милет своему поверенному, чтобы он перечислил эту сумму на текущий счёт путешественника.
5. Трапезиты давали в долг деньги частным лицам и — реже — городам[6].

## Деловые обычаи и общественное положение
Трапезит производил различные операции и со своими собственными капиталами и с капиталами своих вкладчиков. Чтобы добиться доверия потенциальных клиентов, он вводил в своё дело как бы соучредителей, снабжавших его деньгами и бравших на себя поручительство за него; они имели право на часть доходов и взамен этого несли личную ответственность перед кредиторами. Нередко такие предприятия оказывались несостоятельными, и тогда происходила ликвидация дела или банкротство. Хотя, вероятно, нормой считалось 100%-ное резервирование средств по вкладам до востребования, известны многие случаи, когда трапезиты использовали средства клиентов в личных целях. Ввиду этого осторожные люди помещали свои капиталы у нескольких различных трапезитов — таким образом они подвергались меньшему риску потерять все свои сбережения. Так, отец Демосфена имел «2400 драхм в банке Пасиона, 600 в банке Пилада и 1600 в банке Демомела».
Финансовый сектор поражали периодические кризисы, например, 377—376 годов до н. э. и 371 года до н. э., когда разорились конторы Тимодема, Соcинома и Аристолоха. Хотя эти спады был вызваны нападением Спарты и победой фиванцев, они случились после очевидной инфляционной экспансии, в развитии которой центральную роль играли трапезиты‑мошенники. Источники также рассказывают о жестоком финансовом кризисе, разразившемся в Эфесе после восстания против Митридата. Этот кризис побудил власти наделить трапезитские конторы первой исторически документированной привилегией, которая устанавливала 10-летнюю отсрочку возврата вкладов.
Сделки по внесению вкладов часто совершались в устной форме и без свидетелей, поэтому бизнес трапезитов был всецело основан на доверии вкладчиков. Трапезиты вели записи о выдаче денег, о назначении займов и о вкладах.
Некоторые трапезиты наживали очень значительные состояния. Так, состояние Пасиона к концу жизни достигало 50—60 талантов, что делало его одним из богатейших людей в Афинах его времени. В то же время профессия трапезита не считалась достойной, поэтому среди них преобладали метеки и вольноотпущенники.